# Guillaume Faivre
Guillaume Faivre (sinh ngày 20 tháng 2 năm 1987) là một thủ môn bóng đá người Thụy Sĩ. Hiện tại anh thi đấu cho FC Thun theo dạng cho mượn từ Neuchâtel Xamax tại Giải bóng đá vô địch quốc gia Thụy Sĩ.